# Wolfgang Feneberg
Wolfgang Feneberg (* 31. Mai 1935; † 8. März 2018) war ein deutscher römisch-katholischer, später evangelisch-lutherischer Theologe, Neutestamentler, ehemaliger Jesuit und Pfarrer i. R. der Evangelisch-lutherischen Kirche in Bayern und Hochschullehrer.

## Leben
Nach einem Studium der Philosophie und Katholischen Theologie promovierte Wolfgang Feneberg in Innsbruck in Neutestamentlicher Theologie. Ein Pädagogikstudium schloss er mit dem Magister (Mag. Päd.) ab.
Von 1974 bis 1990 lehrte und forschte er an der Hochschule für Philosophie München, ab 1983 als Professor für „Einleitung und Exeges des Neuen Testaments“, und gründete die „Bibelschule in Israel“. Von 1958 bis 1990 gehörte er dem Jesuitenorden an, er war ein enger Freund von Georg Sporschill.
Nach seinem Austritt aus dem Jesuitenorden war er als Pfarrer im Ehrenamt der Evangelisch-Lutherischen Kirche in Bayern tätig und lehrte weiterhin in Bibelschulen, sowie an der Friedrich-Alexander-Universität Erlangen-Nürnberg, der Deutschen Universität in Armenien (Professor für Neues Testament und Judaistik), und als Vizepräsident und Referent der Akademie St. Paul.
Er publizierte zu verschiedenen Themen des Neutestamentlichen Theologie und der ignatianischen Spiritualität und war in Exerzitienbegleitung und Geistlicher Begleitung tätig.

## Schriften (Auswahl)

### Publikationen in Buchform
- Der Markusprolog. Studien zur Formbestimmung des Evangeliums (= Studien zum Alten und Neuen Testament, Band 36), München 1974, ISBN 3-466-25336-5, zugleich Hochschulschrift Innsbruck, Univ., Theol. Fak., Diss. 1969.
- Arbeitsvorlagen zur religiösen Kindererziehung (= Meitinger Kleinschriften, Band 40), Meitingen, Freising 1975, ISBN 3-7838-0111-7.
- mit Rupert Feneberg, Josef Steiner (Autor und Hrsg.): Die Messe mitfeiern. Wege, das Geheimnis neu zu erfahren. Freiburg im Breisgau, Basel, Wien 1979, 2. Auflage. 1980, ISBN 3-451-18293-9.
- mit Georg Sporschill (Hrsg.), Franz Krissl (Beitrag), u. a., Du und wir. Jugendgebete. Zürich, Köln, Wien 1980, 3. Auflage 1983, 4. Auflage 1983, 5. Auflage 1984, ISBN 3-545-29006-9 und 3-7008-0185-8.
- mit Rupert Feneberg, Karl Rahner (Geleitwort), Das Leben Jesu im Evangelium (= Quaestiones disputatae, Band 88), Freiburg im Breisgau, Basel, Wien 1980, ISBN 3-451-02088-2.
- mit Rupert Feneberg, Josef Steiner (Autor und Hrsg.), Gemeindekatechismus. Freiburg im Breisgau, Basel, Wien:
  - (Autor), mit Rupert Feneberg (Autor), Josef Steiner (Autor und Hrsg.), Wenn wir beten: Vater unser (= Gemeindekatechismus, Teil 1), Freiburg im Breisgau 1981, ISBN 3-451-19428-7
  - mit Rupert Feneberg, Josef Steiner (Autor und Hrsg.), Wenn wir hören: Ich bin dein Gott. Das Zehnwort vom Sinai (= Gemeindekatechismus, Teil 2), Freiburg im Breisgau 1983. ISBN 3-451-19610-7.
- mit Georg Sporschill: Religiöse Jugendarbeit. Werkbuch für Gruppenleiter. Freiburg im Breisgau, Basel, Wien 1983, ISBN 3-451-19666-2.
- Jesus, der nahe Unbekannte. München 1990, 2. Auflage 1991, ISBN 3-466-20317-1.
- Paulus der Weltbürger. Eine Biographie. München 1992, ISBN 3-466-20357-0.
- Informationszentrum im Dienste der Christlich-Jüdischen Verständigung (Hrsg.): Das Neue Testament – Sprache der Liebe. Zum Problem des Antijudaismus (= IDCIV-Vorträge, Nummer 4), Wien 1983.
- Mystik und Politik Jesu. Ein Kommentar zu Johannes 1 - 12 im Gespräch der Religionen. Stuttgart 2004, ISBN 3-460-33167-4.
- mit Georg Sporschill, Peter Mitterbauer (Vorwort), Nora Schoeller (Fotos): Wie dem Adler wird dir die Jugend erneuert. Wege zum spirituellen Training, Wien 2006, ISBN 978-3-8000-7275-0.
- mit Georg Sporschill, Peter Haselsteiner (Vorwort), Nora Schoeller (Fotos), Du führst mich hinaus ins Weite. Wege zum spirituellen Training. Wien 2008, ISBN 978-3-8000-7362-7.

### Beiträge in Sammelwerken
- Bekenntnisse. Rückblick auf 80 Jahre. Karl Rahner. Hrsg. von Georg Sporschill, Karl Rahner (Interview), Hermann Kardinal Volk (Beitrag), Wolfhart Pannenberg (Beitrag), Roman Bleistein (Beitrag), Georg Sporschill (Beitrag), Wolfgang Feneberg (Beitrag).
- Die Exerzitien des Ignatius. Hans Bischlager (Mitarbeit), Wolfgang Feneberg (Mitarbeit), Stefan Hofer (Mitarbeit), Lothar Lies (Mitarbeit), Elmar Mitterstieler (Mitarbeit), Karl Rahner (Mitarbeit), Günter Remmert (Mitarbeit), Ludwig Schumann (Mitarbeit), Georg Sporschill (Mitarbeit), Josef Stierli (Mitarbeit), Josef Sudbrack (Mitarbeit), Josef Thorer (Mitarbeit). Zürich (Verlag Bo Cavefors) 1983.

### Zeitschriften- und Lexikonartikel
- Das Neue Testament als ökumenischer Helfer. In: Stimmen der Zeit. 195. Band, 1977, Heft 4, Seite 278–280.
- Jesus und die Gewalt. Die These Girards. In: Entschluß. Jahrgang 34, Heft 4, 1979, S- 38
- Liebe zu Israel. In: Stimmen der Zeit. 198, Band, 1980, Heft 2, S. 136–137.
- Jesus der Lehrer – Jesus der Sprechende. Neue Aspekte der Jesusforschung. In: Stimmen der Zeit. 200. Band, 1982, Heft 12, S. 857–860.
- mit Elisabeth Meuser, Otto Knoch, Rudolf Pesch, Die Weissagung Simeons. Beiträge zu einem Text des Neuen Testaments (Lk 2,35). Ein Briefwechsel. In: Geist und Leben. Jahrgang 57, 1984, Heft 3 (Mai/Juni), S. 214–220.
- Das neue testament - sprache der liebe; zum problems des antijudaismus: 60 mem. Gutwenger E. = ZkT 107 (1985).
- Er vertraut allein auf die Macht des Wortes; wie Jesus zum Messias geworden ist: Entschluß 40, 11 (1985)
- Timotheus mein Sohn; der Apostel zwischen Juden und Heiden: Entschluß 40,9 (1985)
- Artikel Dämonen/Exorzismus und Artikel Traum in: Christian Schütz (Hrsg.), Praktisches Lexikon der Spiritualität, Freiburg, Basel, Wien, 1988, ISBN 3-451-21063-0.
- „Vernichten“ oder „entmachten“? Bemerkungen zu dem paulinischen Vorzugswort katargeín. In: Kirche und Israel. Jahrgang 6, 1991, S. 53–60.
- „Allen bin ich alles geworden“. Paulus zwischen Heiden und Juden. In: Entschluß. 46. Jahrgang, Heft 4, 1991, S. 16–24.
- (Autor), Michael Staikos (Autor), Maximilian Svoboda (Autor), Pluribus unitis. Über die heutigen Grenzen der Ökumene. In: Die Fiedel. Zeitschrift der K.Ö.H.V., Nordgau Wien, im ÖCV, Heft 1, Dezember 2005, Seite 4–8.[1]

### Beiträge inBimail(online verfügbar)
- mit Georg Sporschill, Bimail: Alles hängt an mir – alles hängt an dir. Alles hängt an mir – ist es ein Wort von Überforderten oder von Leistungsträgern? Eine Unterscheidung. In: Die Presse. (Online)
- mit Georg Sporschill: Trennungen und was sie sagen. Sich verabschieden, ohne dass jemand zugrunde geht. Ein Kriterium. In: Bimail. Bibel für Führungskräfte. Nr. 90, 24. November 2006.

### Vorträge
- Das jüdische Volk und sein Gesetz eine bleibende Herausforderung für den Frieden unserer Welt. In der Reihe Judentum - Islam – Christentum der „Arnbacher Gespräche“, 1994.
- Der Christliche Glaube – eine Religion unter Religionen oder Botschaft des Friedens und der neuen Schöpfung. In der Reihe Judentum - Islam – Christentum der „Arnbacher Gespräche“, 1994.